# Thronebreaker: The Witcher Tales
Thronebreaker: The Witcher Tales ist ein Computer-Rollenspiel, das 2018 vom polnischen Entwicklerstudio CD Projekt RED veröffentlicht wurde.
Ursprünglich im August 2017 als kostenpflichtige Einzelspielerkampagne für das Computerkartenspiel Gwent: The Witcher Card Game angekündigt, verwarf CD Projekt RED diese Pläne und kündigte Thronebreaker im August 2018 als eigenständiges Spiel an. Es liegt ein starker Fokus auf der Handlung des Rollenspieles, wenngleich die Kämpfe im Spiel per Gwent-Karten ausgefochten werden. Diese orientieren sich dabei nicht an der Beta-Fassung von Gwent, sondern am zeitgleich erschienenen Homecoming-Update des Kartenspieles.
Das Spiel wurde am 23. Oktober 2018 über GOG.com für den PC veröffentlicht, Fassungen für PlayStation 4 und Xbox One folgten am 4. Dezember 2018. Am 28. Januar 2020 wurde zudem eine Version für die Nintendo Switch veröffentlicht. Das Spiel ist ein Ableger der The-Witcher-Reihe, die auf der Geralt-Saga des polnischen Schriftstellers Andrzej Sapkowski basiert.

## Spielprinzip
Als Spielfigur steuert man Königin Meve, als Verkörperung ihrer Armee, in isometrischer Perspektive durch eine handgezeichnete Welt, wie die vom Krieg befallenen Reiche Lyrien und Rivien oder die Zwergenfestung Mahakam. Man sammelt Rohstoffe und führt Gespräche, in nur teilweise animierten, aber voll vertonten, Standbildern. Der ernsten Handlung, für die sich dieselben Schreiber wie für The Witcher 3 verantwortlich zeigten, wird breiter Raum beigemessen, mit sofort oder später spürbaren Konsequenzen. Je nachdem, welche Entscheidungen getroffen werden, bietet Thronebreaker 30 verschiedene Enden. Dabei entscheidet man etwa darüber, ob man Verräter oder Spione hinrichten lässt, begnadigt oder einem Lynchmob freie Hand lässt. Diese Entscheidungen machen sich in der Spielwelt bemerkbar.
Treten im Spiel Konflikte auf, mit feindlichem Heer, Räuberbanden oder Monstern, so wird der folgende Kampf per Gwent-Kartenspiel ausgefochten. Thronebreaker bietet dabei drei Schwierigkeitsgrade, wobei die Kämpfe, bzw. Kartenspiele, auch per Wunsch übersprungen werden können, sofern sich der Spieler nur auf die Handlung fokussieren möchte. Die Gwentpartien orientieren sich dabei am Homecoming-Update, also mit nur noch zwei Kartenreihen, veränderten Werten und Effekten, sowie dem neuen animierten Spielfeld. Neben einfachen Duellen bieten sich so auch oft Rätsel und Puzzles, vergleichbar mit dem Mahakam-Bierfest oder dem Saovine-Fest aus der Gwent-Beta, die ein wohlüberlegtes Vorgehen verlangen. Diese Rätsel wurden dabei als durchaus komplex und anspruchsvoll gelobt.
Für Thronebreaker wurden eigene neue Karten erschaffen. Freispielbare Karten können dabei auch für Gwent übernommen werden. Die Spielzeit wird mit rund 25 bis 30 Stunden angegeben.

## Handlung
Die Handlung ist vor dem ersten The-Witcher-Spiel angesiedelt und behandelt den Zweiten Nördlichen Krieg, wobei sich die Nördlichen Königreiche einer Invasion des mächtigen Kaiserreichs Nilfgaard erwehren. Als Spieler schlüpft man in die Rolle von Meve, Königin von Lyrien und Rivien. Meve, die attraktive, aber aufbrausende und strenge Herrscherin, genießt die Zuneigung ihres Volkes. In den Wirren der feindlichen Invasion, versucht sie ihr Volk zu leiten, besucht kriegsversehrte Städte und Ländereien und stellt sich Nilfgaard entgegen.

## Rezeption
„Obwohl ich von Thronebreaker natürlich kein ausgewachsenes Rollenspiel im Witcher-Format erwartet hatte, fühlten sich die ersten Momente ein wenig enttäuschend an: Artdesign und Sprachausgabe sorgen zwar vom ersten Klick an für ordentlich Atmosphäre und Hörbuch-Charme, doch das simple Erkunden und Sammeln hat mir anfangs nicht gefallen. Zum Glück zieht die Story aber spätestens auf der zweiten Map so kräftig an, dass mich Thronebreaker schließlich doch noch richtig gefesselt hat! Das hat es nicht nur seinen gelungenen Charakteren und spannenden Wendungen, sondern auch seinen gut geschriebenen, oft kniffligen Entscheidungen zu verdanken – da merkt man die Handschrift von CD Projekt! Auch die hübsch inszenierten Kartenkämpfe und abwechslungsreichen Puzzles haben mich gut unterhalten.“

„Thronebreaker schafft bei mir das nahezu Unmögliche: Es lässt in meinem Kopf epische Schlachten und Abenteuer entstehen, obwohl ich eigentlich nur abstrakte Karten auf einen Tisch lege. Aber CD Projekt verwebt derart virtuos Charaktere, Geschichten, Regeln, Spieltwelt und … nunja … Karten, dass bei mir das irrste Kopfkino entsteht. (…) Im Genre der Trading Card Games habe ich solch eine hochwertige und detailverliebte Produktionsqualität noch nicht erlebt. Ja, Thronebreaker hat einige Schwächen, insbesondere beim Balancing. Trotzdem sollte es sich niemand entgehen lassen, der auf spannende Fantasy-Geschichten steht - selbst wenn man mit Gwent bislang nur wenig anfangen konnte.“

„Statt eine kleine Erweiterung für Gwent zu veröffentlichen, präsentiert CD Projekt RED mal eben ein ausgewachsenes Taktik-Rollenspiel für Solisten, dessen epische Story über 25 Stunden samt aller Dialoge komplett auf Deutsch eingesprochen wurde. Hinzu kommen Entscheidungen mit Konsequenzen, die sich spürbar auswirken. Auch wenn mich die Sammelei von Holz, Gold und Rekruten irgendwann ein wenig nervte, (…) haben die Artdesigner der Polen mal wieder hervorragende Arbeit geleistet: Die Spielwelt sieht einfach klasse aus, die Karten sind wunderbar animiert. Noch wichtiger ist, dass die auf Gwent beruhende Spielmechanik so viel Anspruch und Abwechslung bietet, dass man immer wieder in angenehme Rätselsituationen kommt. Und der Deckbau macht auch Spaß! Wer Trading-Card-Games, Fantasy im Allgemeinen oder natürlich The Witcher im Besonderen mag, wird richtig gut unterhalten.“